# 四鬮
四鬮，是台灣宜蘭縣宜蘭市的一個傳統地域名稱，位於該市西南部。相較於今日行政區，其範圍大致包括建業里、南橋里。

## 歷史
台灣清治末期，四鬮地區為一街庄，稱為「四鬮庄」，隸屬於員山堡。該庄東與壯三庄、壯二庄為鄰，南與溪洲庄為鄰，西邊為吧荖鬱庄，北邊為珍仔滿力庄、壯一庄。
1901年（日治明治三十四年）11月，廢縣廳改設二十廳，該庄隸屬於宜蘭廳，編入第七區。1905年（明治三十八年）7月，第七區改名「外員山區」。1909年（明治四十二年）10月，合併二十廳為十二廳，該庄仍隸屬於宜蘭廳。1920年（大正九年），廢十二廳改設五州二廳，該庄改制為「四鬮」大字，隸屬於臺北州宜蘭郡員山庄，大字下有「四鬮一」、「四鬮二」、「四鬮三」小字名。1940年10月宜蘭街升格為宜蘭市，該大字併入宜蘭市。
戰後宜蘭市改制為縣轄市，隸屬於臺北縣，大字改制為里。1950年10月，北、基、宜分治，宜蘭市改隸屬於宜蘭縣。

## 聚落
本地區發展較早的聚落有四鬮一、四鬮二、四鬮三等，在日治期初期的官方地圖上已有記載。此外，本地區尚有三角聚落。

## 交通
台鐵宜蘭線是台灣東北部鐵路幹線，大致以北北西—南南東走向經過四鬮地區東北角。境內未設站，北側最近的是宜蘭車站，屬一等站，停靠大部分普悠瑪號、太魯閣號、自強號、復興號列車及全部莒光號列車、區間快車、區間車；南側最近的是二結車站，屬三等站，僅停靠區間車。由此等可前往台鐵沿線各地。
鄉道宜16線（南橋路、清華二路、南津路）是外員山至東港的道路，大致以北向南自本地區西北部入境，至至浮洲溪邊轉東南再轉東再繞彎道轉東南由本地區東南部出境。由該道路向北可前往珍子滿力、外員山並止於於省道台7線路口，向東南轉東可前往壯二南部、南興、霧罕並止於省道台2線高架橋下。
鄉道宜18線（清華路、南橋路、清華一路、建業路、縣政西路）是員山再連至壯圍新南的道路，大致以西北西—東南東走向自本地區西部入境，至南橋路轉南與鄉道宜16線共線，至清華一路轉東獨行，後轉東北再轉東至中央公園轉東南繞彎道轉東北東出境。由該道路向西北西可前往吧荖鬱、三鬮、再連東側並止於省道台7線路口，向東北東轉東南再轉東經壯二可前往茄苳林、新南並止於新南國小旁鄉道宜7線路口。

## 學校
- 凱旋國中

## 文化資產
- 南機場風向帶（縣定古蹟）

## 運動休閒
- 宜蘭運動公園